# نيكولاس دبليو. توماس
نيكولاس دبليو. توماس (بالإنجليزية: Nicholas W. Thomas)‏ هو سياسي أمريكي، ولد في 23 مايو 1810، وتوفي في 27 مارس 1864 في سينسيناتي في الولايات المتحدة. حزبياً، نشط في حزب اليمين.